# Kristligt-sociala partiet (Schweiz)
Kristligt sociala partiet (tyska: Christlich-soziale Partei (CSP), franska: Parti chrétien-social (PCS), italienska: Partito Cristiano Sociale (PCS), rätoromanska: Partida cristiansociala de la Svizra (PCS)) är ett politiskt parti i Schweiz. Partiet är mer socialdemokratiskt än Schweiz kristdemokratiska folkparti (CVP/PDC). Med grund i den moderata kristna vänstern verkar CSP/PCS för socialdemokratiska och ekologiska politiska lösningar. Partiets principer innefattar ”solidaritet med socialt och ekonomiskt missgynnade och hänsynstagande till miljön”.
Från 1991 till 2011 hade CSP/PCS en ledamot i Nationalrådet (underhuset i det schweiziska parlamentet) och ingick i dess gröna partigrupp. Partiet har mandat i kantonsparlamenten i  Fribourg, Jura och Valais.

## Politisk orientering
CSP/PCS är ett mitten-vänster-parti med tydliga gröna åsikter. Partiets sociala åsikter är väldigt liberala, vilket gör att de skiljer sig från gängse kristna politiska partier, som traditionellt är konservativa.
Kristligt sociala partiet bildades 1997 som en utbrytning ur CVP/PDC:s kantonssektioner i Jura, Fribourg, Luzern och Zürich efter en tids spänningar mellan konservativa och kristlig-sociala grupper inom partiet.

### Allmänna källor
- Artikeln Christlichsoziale Bewegung i Historisches Lexikon der Schweiz